# 高見 (北九州市)
高見（たかみ）は福岡県北九州市八幡東区にある町名。現行行政地名は高見一丁目から高見五丁目。郵便番号は805-0016。

## 地理・概要
八幡東区東部に位置しており、戸畑区と隣接する。地区の南側を東西に板櫃川が流れ、地区の北側は丘陵地になっている。
かつて同地には、新日鉄八幡製鐵所の幹部社宅が整備され、製鉄所福利厚生施設としてグラウンド、テニスコート、購買会などがあり、丘を挟んで隣接し、製鉄所の社宅や寮、陸上競技場などを整備した戸畑区鞘ヶ谷と併せて、製鉄所による開発が進められた。
21世紀に入り、新日鉄都市開発（現・日鉄興和不動産）による高級戸建住宅地「高見三条」を含む45haにおいて、「住宅市街地総合整備事業」が行われており、緑地、板櫃川、桜並木などの自然環境を生かし「桜と水辺とふれあいの街」をテーマに高級住宅街として整備され、道路、公園、河川、商店等の一体的整備が進められている。
「高見三条」は、2003年1月24日に福岡県の第15回福岡県美しいまちづくり賞における「まちなみ景観の部」優秀賞を受賞している。なお、一角に末吉興一前北九州市長が市長時代に建設した市長公邸は売却され、新日鉄都市開発によって再分譲された。

## 歴史

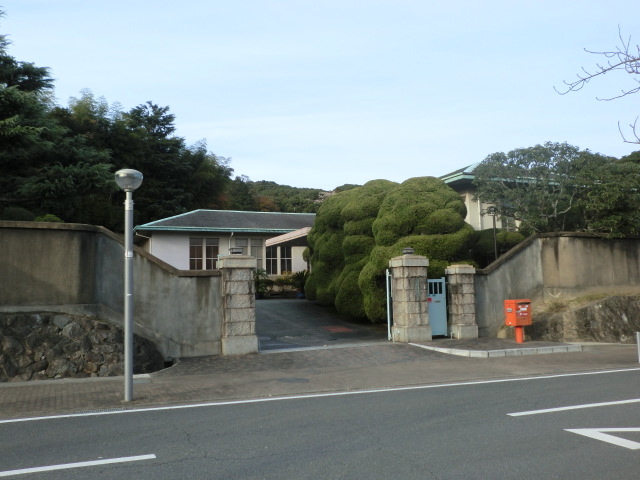
高見倶楽部

平坦な土地と水があるこの地には古くから人間が住んでいた事が分かっている。現在の高見付近からは弥生時代から古墳時代前期の自然流路や高坏、壺、甕といった多くの土器が発見されており、水辺で祭祀を行っていたと考えられている。また、奈良時代から平安時代には既に安定した地形となっており、中世以降には水田となっていた事が判明している。江戸時代は、豊前国企救郡板櫃村や筑前国遠賀郡八幡村に属していた地域であり、同地内で豊前国と筑前国の国境となっていた。
1906年に農商務省が板櫃村槻田の一部を官舎用地として買い取り、一条（現在の八幡東区大蔵）から二条 - 七条（現在の高見及び八幡東区荒生田）に区分けして整地し、製鉄所の職工官舎を置いたことで、住宅地としての歴史がスタートした。
1907年には三条から七条に長官や高等官、判任官の官舎が建築されたほか、ドイツ人顧問技師であったグスタフ・トッペの官舎が洞海湾岸の高見山（現在の東田地区）から移築され、「公餘倶楽部」（現在の高見倶楽部）となった。この事からこの一帯を「高見」と呼ぶようになったといわれる。高見山の由来となった高見神社は、製鉄所建設により1933年に高見に移転した。高見倶楽部は製鉄所の迎賓館として使用されており、1954年に昭和天皇が九州巡幸を行った際、高見倶楽部に滞在し一泊している。1916年には高見尋常小学校が開校した。1971年の住居表示実施により、現町域が確定した。
新日鉄の工場が関東に増えた関係で八幡製鐵所の社員が減少したことや、社宅として使用していた住宅の老朽化などにより、社宅跡地を住宅地として開放し、マンション建設・宅地分譲などの再開発が、新日鉄グループの新日鉄都市開発によって行われた。また、板櫃川の市街地側の護岸を無くし、自然環境に近い形への再整備事業が進められた。
2004年からは「高見夏祭り」が行われている。祭りには地域住民のほか地域の学校なども参加して行われ、タレントが出演するなど、規模が年々拡大されている。
製鉄所官舎整地事業としての区分けだった一条から七条については、現在も西鉄バス北九州のバス停（二条・三条・七条）、旧電車通りの交差点名称、再開発後の分譲タウン名称（高見三条）、板櫃川に架かる橋の名称、銀行や商店等の支店名称など（福岡銀行七条支店、湖月堂七条店など）に現在も使用されるなど、名残を残している。

## 主な施設

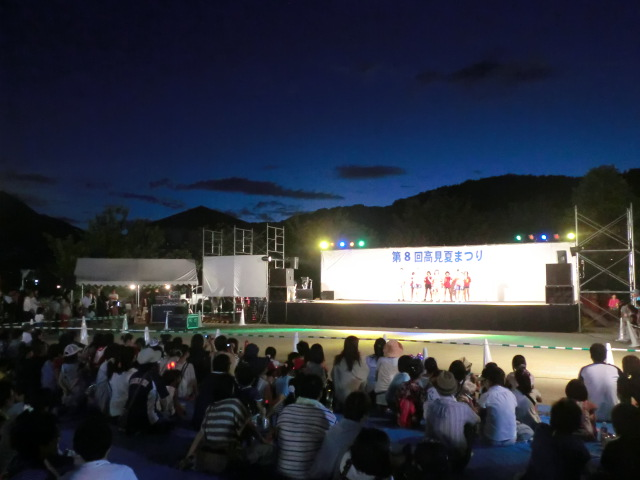
高見夏祭りの様子

八幡製鐵所幹部住宅や福利厚生施設が多く存在していた名残で、製鐵所関連施設が多い。
- 福岡県立北九州視覚特別支援学校
- 北九州市立高見中学校
- 北九州市立高見小学校
- 高見三条さくら公園
- 高見中央公園
- 高見神社（八幡製鐵所守護神として鎮座）
- 高見倶楽部（八幡製鐵所迎賓・幹部向け厚生施設）
- スピナラソリエ高見店（旧八幡製鐵所購買会→テツビル高見店）
- 高見ショッピングセンター（リバーサイド荒生田）
- 八幡高見郵便局
- 西日本シティ銀行荒生田支店